# Relaciones Japón-Malta
Las relaciones entre Malta y Japón fueron establecidas en 1965. Malta tiene un consulado en Tokio, y Japón tiene una embajada en Malta, que es parte de la Embajada de Japón en Roma, y un consulado en La Valeta, Malta.

## Historia

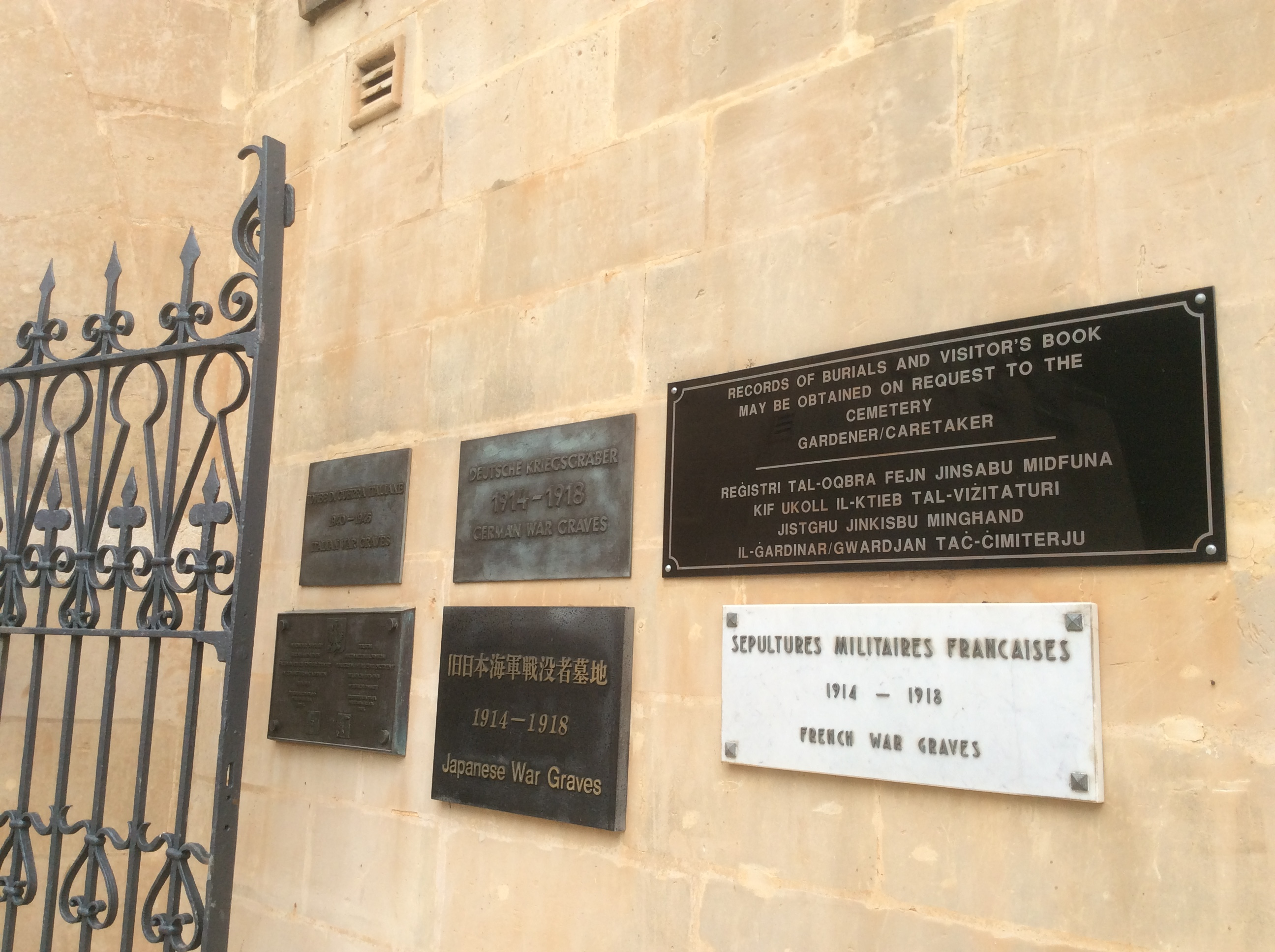
Placa que indica las tumbas japonesas de guerra en el cementerio naval de Kalkara

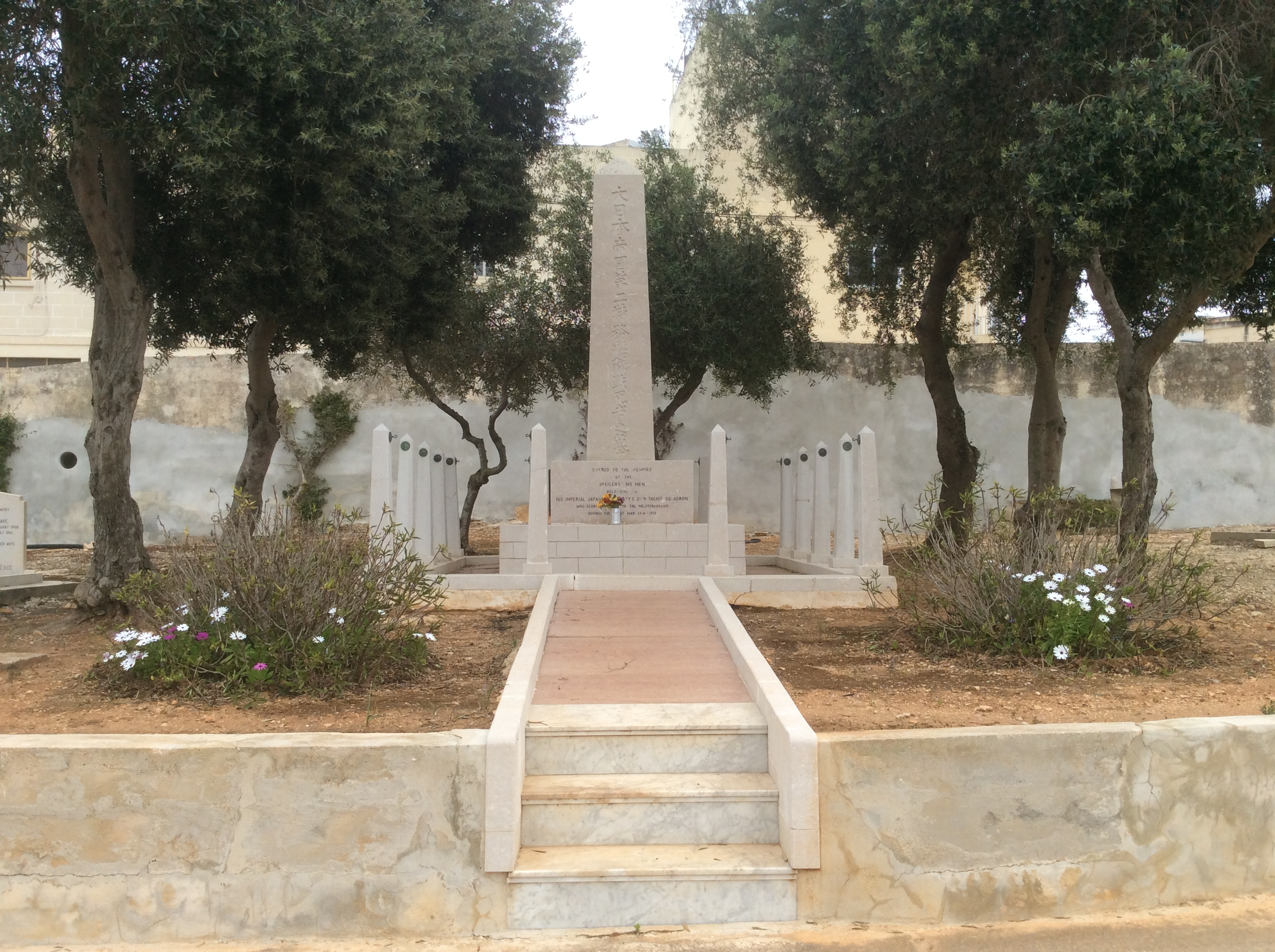
Lápida de oficiales y marineros navales imperiales japoneses que murieron en combate para salvar Malta

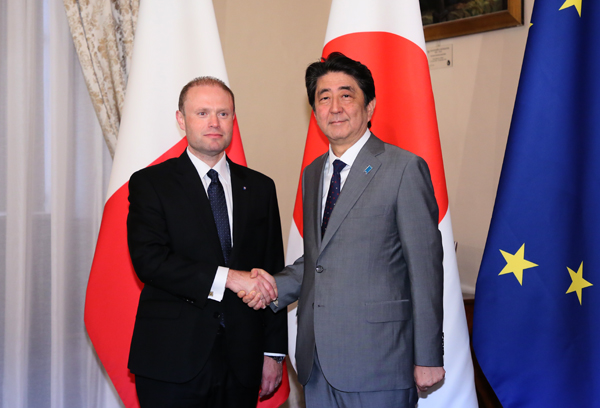
PM japonés Shinzō Abe (derecha) se reunió con el PM maltés Joseph Muscat (izquierda) en La Valeta el 27 de mayo de 2017.

Durante los dos últimos años de la I Guerra Mundial, Japón jugó un papel importante en la seguridad de las rutas marítima. Catorce destructores que servían como escolta del convoy antisubmarino y sus cruceros insignia de la Armada Imperial Japonesa hicieron de Malta su puerto base, pero un destructor de la clase Sakaki fue bombardeado por el submarino austriaco U-27 y 68 de las tripulaciones perdieron la vida el 11 de junio de 1917. Posteriormente fueron enterrados en Kalkara, Malta.
El 21 de septiembre de 1964, el Estado de Malta, cuyo estado sucesor es la actual República de Malta, obtuvo su independencia del Reino Unido. Al año siguiente, en 1965, Japón estableció relaciones diplomáticas formales con Malta.
A principios de 1989, con motivo de la muerte y el funeral de Hirohito, el Emperador de Japón, que gobernó durante más de 60 años hasta su muerte el 7 de enero, el ministro de asuntos exteriores Ċensu Tabone y el secretario Adrian Camilleri volaron desde La Valeta a Tokio mientras que el embajador de Malta, Víctor J. Gauci, voló desde Canberra a Tokio para asistir a los ritos del funeral Imperial en el Palacio Imperial en Tokio el 24 de febrero.
En julio de 2006, el ex primer ministro de Japón, Toshiki Kaifu, realizó una visita de cortesía al presidente maltés Eddie Fenech Adami en La Valeta. El 27 de mayo de 2017, el primer ministro maltés Joseph Muscat recibió al primer ministro de Japón, Shinzō Abe, que llegó a la capital de Malta y celebraron una conferencia de prensa conjunta.